# Verizon Wireless
Verizon Wireless — найбільший за кількістю абонентів оператор стільникового зв'язку в США. Станом на квітень 2006 року, розмір абонентської бази компанії становив 56,7 млн клієнтів, а зона покриття була найширшою на ринку стільникового зв'язку США. Зареєстрована в Нью-Джерсі, компанія є спільним підприємством Verizon Communications і Vodafone Group, з розподілом часток в акціонерному капіталі 55 % і 45 % відповідно.